# Разкази на бледата луна след дъжд
„Разкази на бледата луна след дъжд“ (на японски: 雨月物語) е японски фентъзи филм от 1953 година на режисьора Кенджи Мидзогучи. Сценарият на Мацутаро Канагучи и Йошиката Йода се основава на едноименния сборник с разкази на писателя от 18 век Уеда Акинари. Сюжетът разглежда премеждията на две селски семейства по време на политическите безредици в Япония през 16 век и сблъсъка на един от героите с призраци в разрушено имение. Главните роли се изпълняват от Масаюки Мори, Мачико Кьо, Кинуйо Танака.
Филмът получава наградата Сребърен лъв на кинофестивала във Венеция през 1953 година и е смятан за едно от най-значимите постижения на Кенджи Мидзогучи и на японското кино.